# Colegio La Salle Bonanova
El colegio La Salle Bonanova (antiguamente Colegio de los Hermanos de la Doctrina Cristiana de la Bonanova) es un centro educativo privado, actualmente concertado y mixto, de los Hermanos de las Escuelas Cristianas, situado en el barrio de Sant Gervasi-La Bonanova de Barcelona, Cataluña.
Fue fundado en 1889 y ha sido considerado uno de los diez mejores colegios de España y el segundo mejor colegio de Cataluña según el informe del periódico El Mundo del curso 2009-10, y mejor escuela de Barcelona en el curso 2010-2011.

## Historia

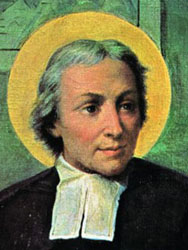
San Juan Bautista de La Salle (1651-1719), fundador de los Hermanos de las Escuelas Cristianas

En el año 1889, en las afueras de Barcelona, al pie de la montaña del Tibidabo, se inauguró el Colegio La Salle Bonanova, en el paseo de la Bonanova. El edificio principal fue construido con piedra de la montaña de Montjuic. El arquitecto de la obra fue Ignasi Romañà. Se inspiró en el gótico de Poblet como se puede comprobar al vestíbulo de entrada y en los ventanales. El escultor Manuel Coromines invirtió la última parte de su vida elaborando la filigrana de los numerosos y artísticos capiteles de puertas y ventanas.
En el año 1900 se organizaron los primeros Juegos Florales del colegio con participación de Jacinto Verdaguer.
El 31 de mayo de 1901, con ocasión de la  canonización de Juan Bautista de La Salle, se inauguró la capilla del colegio, obra del arquitecto Bonaventura Bassegoda i Amigó.
En el curso 1903/04 se editó la primera Memoria Escolar que ha continuado sin interrupción hasta la fecha de hoy. El primer Boletín Informativo del Colegio se publicó el año 1914.
En el curso 1907/08 se construyó el Pabellón Terrassa, destinado a las clases industriales, primer precedente del actual La Salle Campus Barcelona.
En el 1909 el Colegio se enriquece con la inauguración del Herbari Sennen. Éste consta de cuarenta mil ejemplares recogidos y clasificados por el Hermano Sennen. En aquel año también, el Hermano San Santo Miquel Fiebres Cordero se refugió en este colegio, durante la Semana Trágica del 1909.
En el año 1911 se fundó la Asociación Bonanova, que agrupa los antiguos alumnos del colegio.
En 1914, con ocasión del vigésimo quinto año de la construcción del centro, se construye el monumento a La Salle, a la entrada del parque. A comienzos de la guerra civil española, doce Hermanos de los setenta y dos que formaban la Comunidad en el centro, murieron en testimonio de su fe. El primero de abril de 1939, aniversario de los 50 años, se reanudaren las actividades escolares.
En 1954 se inauguró un nuevo edificio que casi doblaría la primera edificación. Fue el arquitecto Pedro Ispizua, el estilo original del edificio principal empleando piedra artificial.
En 1958 se puso en funcionamiento el Laboratorio de Psicología Aplicada, uno de los primeros que en este momento había en Barcelona.
En 1965 nace la Escuela de Ingeniería de Telecomunicación y en 1970 se reconoce oficialmente. En 1991 queda integrada en la Universidad Ramon Llull, aprobada por Ley del Parlamento de Cataluña. Es la primera universidad privada reconocida en España. Los Hermanos de La Salle son uno de los Patrones Fundadores.
En el curso 1970/71 empieza la enseñanza intensiva del inglés, que más tarde será el Langcentre.
En 1972 se inaugura el Polideportivo La Salle, como reinversión de una parte del jardín de acceso al colegio.
En el curso 1972/73 también empieza la coeducación en COU y se inicia el APA, que tanta importancia tendrá para el desarrollo del colegio los años siguientes.
En el curso 1975/76 se estrena la modalidad de autoservicio del colegio, lo cual permitió, entre otras ventajas, la utilización de espacios destinados a actividades complementarias y formativas. Aquel mismo año la biblioteca escolar del colegio ya cuenta con cincuenta mil volúmenes. También son remarcables los museos de mineralogía, ciencias naturales y física, por sus ejemplares y su calidad. El museo de mariposas ofrece unos quince mil ejemplares de más de 230 especies diferentes.
En el curso 1977/78 se inauguran las primeras Jornadas de Cultura Catalana.
En 1989 se celebra el centenario del colegio y en 1999 se inauguran las pistas cubiertas del patio.
En el curso 2003/04 se celebra el centenario de la edición de la Memoria Escolar.
En el curso 2005/06 se inaugura un edificio destinado a la Educación Infantil.
En 2011 se remodeló el campo de fútbol y se construyeron nuevas plazas de aparcamiento.
En 2012 se restauró la estatua de San Juan Bautista de la Salle.
En 2014 se mejoraron los vestuarios del estadio.

## 125.º Aniversario
Durante el 2014 se celebró el 125.º aniversario desde la inauguración del colegio en 1889. Durante el curso de este año se
hicieron diferentes actividades para celebrar dicho evento.

## Equipamientos

### Edificios
El centro dispone de varios edificios. El más antiguo corresponde al principal, donde tiene anexado otro edificio de construcción posterior. En estos dos edificios se imparten clases de educación primaria y educación secundaria. Estos edificios también disponen, entre otras cosas, de numerosas aulas de informática con ordenadores, laboratorios y una capilla. En otro se imparte educación infantil.

### Teatro
El teatro es uno de los mayores de la ciudad de Barcelona.
La Sala de Actos (Teatro) del colegio tiene un aforo total de 1151 asientos: 667 en platea (planta baja) y 484 en el anfiteatro (primer piso). Incluyendo dos baños, uno para caballeros y, otro para damas.
Las dimensiones del escenario son de 7 metros desde la cortina negra de última hasta el telón y de 8,10 m de bambalinas a bambalinas en los laterales.

### Museos y laboratorios
El colegio dispone de una gran cantidad de museos. Un museo de mineralogía, un museo de aves y mariposas y un museo de botánica. En estos museos se dispone de gran cantidad de muestras, de gran valor económico y cultural. Estos museos no se encuentran abiertos al público, pero los alumnos del centro los pueden visitar.

### Biblioteca
El colegio cuenta con una biblioteca compuesta por unos 50.000 ejemplares.

## Deporte
El centro posee un estadio de fútbol, unas 10 pistas de baloncesto, 4 pistas de balonmano, 3 campos de fútbol
sala, una pista de hockey, una pista de patinaje, una sala de judo y una sala de ping-pong.

### Sección de baloncesto
El equipo de baloncesto logró ascender a la máxima categoría escolar en el año 1980. En aquel equipo había nombres que luego harían carrera en la ACB, como los de Luis Blanco, Pepe Collins, Jordi Puig, César Galcerán y Fran Dosaula. En el equipo también se han formado grandes jugadores como los internacionales por España Alfonso Martínez y su hermano José Luis, Javier Sanjuán y Joan Fa Busquets y también Santiago Udaeta y Xavier Marco.

## Actividad extraescolar
El centro dispone de un club deportivo en que se practican diferentes deportes, entre ellos fútbol cuyo campo fue, hasta 2014, uno de los pocos en Barcelona que seguía siendo de arena, hockey, baloncesto y balonmano. Tiene una escuela de judo y de ajedrez.